# Zélas
Ne doit pas être confondu avec Zela (peuple).
Sauf précision contraire, les dates de cet article sont sous-entendues « avant l'ère commune » (AEC), c'est-à-dire « avant Jésus-Christ ».
Zélas ou Ziaèlas, fils de Nicomède Ier, est roi de Bithynie de 250/243 à 230.

## Biographie
Avant de mourir, Nicomède Ier désigne comme successeur Zipoétès III, un des fils nés de sa seconde union avec une certaine Etazeta, au détriment de son aîné, Zélas, né d'une précédente union avec Ditizel. Zipoétés III étant encore très jeune, il choisit comme régents Ptolémée et Antigone et met ses enfants sous la protection des habitants des cités de Byzance, Héraclée et Cios. Zélas doit s'exiler chez un roi d'Arménie identifié avec Samès par Cyrille Toumanoff.
Ziléas recrute une armée de Galates avec laquelle il reconquiert son héritage et monte sur le trône après avoir éliminé son frère cadet et concurrent Zipoétès III. Soupçonnant, de la part des Galates à sa solde, quelque complot, Zélas résout de faire assassiner tous leurs chefs dans un grand repas où il les invite. Mais ceux-ci, avertis à temps, le préviennent en l’égorgeant à sa table même.
Il est le père de :
- Prusias Ier dit le Boiteux, qui lui succède à sa mort ;
- Laodicé, épouse d'Antiochos Hiérax.